# Bländverk
Bländverk är en kriminalroman från 1994 av Reginald Hill och den 13:e boken om Pascoe/Dalziel. 